# 皇宮警察 (宮内省)

皇宮警察（こうぐうけいさつ）は、明治時代から1946年(昭和21年)まで宮内省に設置された警察組織。府県警察部とは異なり、内務省からは独立していた。警察の名がつくが、犯罪捜査などの司法警察権は持っていなかった。

## 概要
1881年（明治14年）、宮内省に門部が創設され、1886年（明治19年）に皇宮警察署となる。
皇宮警察官の職務は、天皇や皇族の護衛、皇居の警備、消防など現在の皇宮護衛官とほぼ同じ内容であったが、当時は「聖域に犯罪なし」と考えられていたため、司法警察権が付与されていなかったことが最大の相違点である。
陸軍の近衛師団と合同で皇居の警備にあたった。

## 歴史

### 創設の経緯
従来、皇居の門の警備は、近衛兵が行っていた。しかし近衛兵は、徴兵によって集められた兵士であるため入れ替わりが多く、宮内省との間に意思の疎通を欠くことが多かった。
1878年（明治11年）に近衛砲兵の一部が反乱を起こした竹橋事件を契機として、近衛兵以外の皇居警備組織として「門部」が宮内省に設けられた。創設時の門部は、半数以上が勤皇の志士を多く輩出した十津川郷士から採用された。
皇居内の消防については、警視庁が担当していたが、消防についても宮内省が担当することになった。

### 年表
- 1881年（明治14年）1月、宮内省に門の警備を担当する門監・門部の制度が設けられる。
- 1881年（明治14年）9月、宮内省に消防科が設けられる。
- 1886年（明治19年）2月、宮内省に主殿寮が置かれ、警備・消防業務を担当する。
- 1886年（明治19年）5月、宮内省主殿寮に皇宮警察署が置かれる（門監、門監補、門部、消防監、消防監補、消防嚮導及び消防手が廃止される。）[1]。
- 1890年（明治23年）8月、東京府内にコレラ発生のため、皇宮警察署に消毒所が設けられる。
- 1894年（明治27年）4月、宮内省内匠寮より宮内省職員の道場「済寧館」が移管される。
- 1907年（明治40年）10月、皇宮警察署が皇宮警察部に改称。
- 1921年（大正10年）10月、主殿寮から大臣官房に皇宮警察部が移管される。
- 1923年（大正12年）4月、側近警衛のために特別警衛掛が置かれる。特別警衛掛員に拳銃の携行が認められる。
- 1927年（昭和2年）4月、分遣所（後の護衛署の前身）が設置される。
- 1932年（昭和7年）6月、五・一五事件を機に、一般の皇宮警察官にも拳銃の携行が認められる。
- 1941年（昭和16年）4月、宮内省に警衛局が設けられ、皇宮警察はその一部門になった。
- 1945年（昭和20年）9月、近衛師団が禁衛府皇宮衛士総隊に改組された際に皇宮警察も禁衛府皇宮警察部となる。
- 1946年（昭和21年）4月、禁衛府が解体されたことに伴い、宮内省皇宮警察署として分離して存続。
- 1947年（昭和22年）1月1日、宮内省から内務省に移管され、警視庁皇宮警察部に改組される。

## 組織
皇宮警察署（1888年〈明治21年〉 - ）
- 内勤部
  - 文章掛、物品掛

- 外勤部

主殿寮皇宮警察部（1914年〈大正3年） - ）
- 内勤課
  - 警察長付、文章係、物品係

- 外勤課
- （主殿寮出張所）警務課

大臣官房皇宮警察部（1926年〈大正15年〉 - ）
- 監察係、庶務係、用度係、視察係、消防係、衛生係、防疫係、法規調査係、学術講習係、教習係、武道係
- 出張所
- 特別警衛掛

警衛局（1941年〈昭和16年〉 - ）
- 庶務課
- 防空課
- 皇宮警察部
  - 警衛課、警務課、消防課、衛生課
  - 分遣所
  - （京都地方出張所）警務課

## 階級
門部
門監長（判任官）、門監（判任官）、門部（判任待遇）
消防科
消防長（判任官）、消防嚮導（判任待遇）、消防伍長（判任待遇）、消防手（判任待遇）
皇宮警察官（1886年（明治19年）制定）
皇宮警察長（奏任官）、皇宮警察次長（奏任官）、皇宮警部（判任官）、皇宮警部補（判任官）、皇宮警手（判任待遇）
皇宮警察官（1908年（明治41年）制定）
皇宮警視長（奏任官）、皇宮警視（奏任官）、皇宮警部（判任官）、皇宮警手（判任待遇）
皇宮警察官（1914年（大正3年）制定）
皇宮警察長（奏任官）、皇宮警視（奏任官）、皇宮警部（判任官）、皇宮警手（判任待遇）

## 警察長
皇宮警察長
- 川幡清貞：　- 1893年3月28日
- （兼）小笠原武英：1893年3月28日 - 1907年9月25日
- （心得）田中次郎 陸軍歩兵中佐：1907年9月25日 - 1908年1月1日

皇宮警視長
- 田中次郎 陸軍歩兵中佐：1908年1月1日 -

警衛局長
- （心得）池田長吉：1941年4月1日 - 5月9日
- 中村四郎：1941年5月9日 - 1944年9月6日
- （兼）岡本愛祐：1944年9月6日 - 1945年6月6日
- （取扱）大金益次郎：1945年6月6日 - 6月19日
- 角倉志朗：1945年6月19日 - 8月10日
- （取扱）大金益次郎：1945年8月10日 - 9月10日